# Pendennis Castle
Pendennis Castle er en fæstning ved Falmouth i Cornwall i England, som blev opført af Henrik 8. mellem 1540 og 1542. Bygningen var en del af kongens Device forts, der skulle forhindre en invasion fra Frankrig og Det tysk-romerske Rige, og beskyttede Carrick Roads-vandvejen ved mundingen af floden Fal. Den oprindelige, runde keep og kanonplatform blev udvidet mod slutningen af århundredet, for at kunne stå stærkere mod den nye spanske trussel, med en ring af volde og bastioner omkring den gamle del af forsvarsværket. Pendennis Castle blev brugt under den engelske borgerkrig, hvor kavalererne havde kontrol over den, til den blev indtaget af rundhovederne efter en lang belejring i 1646. Den overlevede det interregnum, der opstod, og da Charles 2. kom til magten, renoverede han Pendennis i 1660.
Bekymringer om en fransk invasion resulterede i, at Pendennis' forsvarsværker blev moderniseret og opgraderet i 1730'erne og igen i 1790'erne. Under napoleonskrigene var der op til 48 kanoner på fæstningen. I 1880'erne og 1890'erne blev der lagt elektriske søminer ud i floden Fal, som blev styret fra Pendennis og St Mawes Castle på den anden side af floden, og nye hurtigskydende kanoner blev installeret for at støtte. Under både første og anden verdenskrig var fæstningen i brug, men i 1956, da den nu var overflødig, blev den nedlagt. Herefter overgik den til Ministry of Works, som fjernede mange af de moderne bygninger og åbnede for besøgende. I dag bliver Pendennis Castle drevet af English Heritage som turistattraktion. I 2011-12 havde det 74.230 besøgende. Historic England betragter Pendennis "som et af de bedste eksempler på et post-middelalderligt forsvarsfort i landet".